# نووا توپولا (لبان)
نووا توپولا (به صربی: Nova Topola) یک منطقهٔ مسکونی در صربستان است که در لبانه واقع شده‌است. نووا توپولا ۱۲۱ نفر جمعیت دارد.